# للبيع:أحذية طفل، لم تلبس أبدا

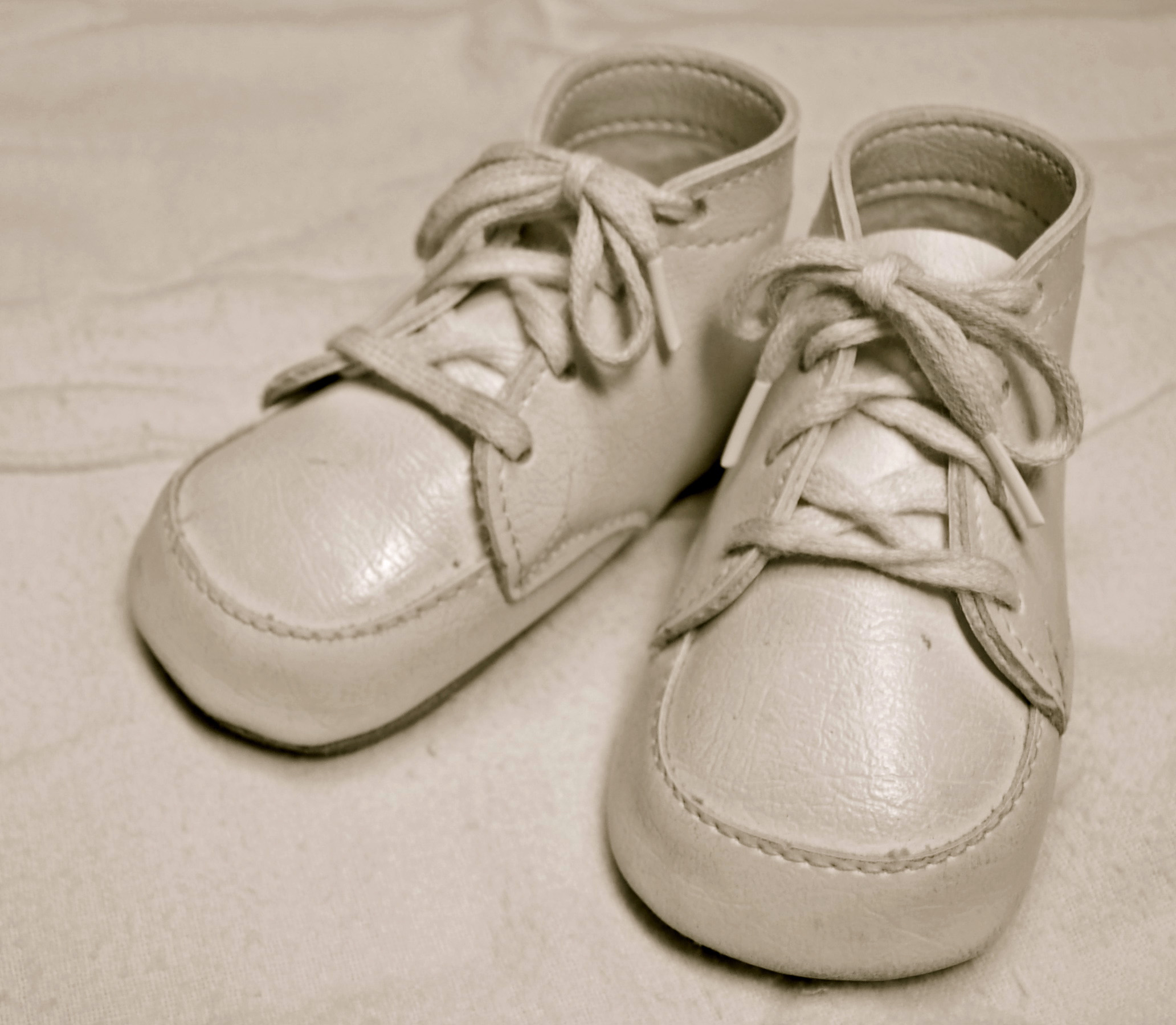
رواية الست كلمات، متعلقة بزوج أحذية طفل تعتبر مثالا قصويا للخيال الخاطف.

للبيع: أحذية رضيع، لم تلبس قط. هي مجمل ما كان يُوصف برواية الكلمات الست، كمثال قصوي لما يسمى بالخيال الخاطف (flash fiction) أو الخيال المفاجئ. بالرغم من أنها غالبا تنسب لـ "إرنست همينغوي"، فالرابط له غير مؤكد وهناك قصص بعنوان مشابه قد سبقته.